# 港南區 (日本)
港南區（日语：／ Kōnan ku */?）是日本神奈川縣橫濱市的18區之一。設立于1969年（昭和44年）10月1日，由南區分出。

## 地理
港南區境內有3條鐵道行經，東北方有京濱急行本線經過，橫濱市營地下鐵藍線從東北方穿越到該區中心部，南部則有JR根岸線經過，橫濱橫須賀道路縱貫港南區。商業地區主要為上大岡站與港南台站周邊一帶、區役所跟警察署等政府機關集中於港南中央站周邊。上大岡站周邊地區被指定為橫濱市主要生活據點（副都心），目前正在進行城市再開發。

### 區名的由來
港南區的區名是經由公開募集後決定。
| 順位 | 區名     | 報名數 |
| ---- | -------- | ------ |
| 1位  | 港南區   | 110    |
| 2位  | 大岡區   | 14     |
| 3位  | 日野區   | 11     |
| 4位  | 新南區   | 6      |
| 5位  | 濱區     | 5      |
| 6位  | 永野區   | 4      |
| 7位  | 湘南區   | 4      |
| 8位  | 久良岐區 | 3      |
| 9位  | 春日區   | 3      |
| 10位 | 北區     | 3      |

## 教育

### 大學
- 橫濱女子短期大学

### 高等学校
公立
- 神奈川縣立永谷高等学校
- 神奈川縣立橫濱南陵高等学校
- 神奈川縣立橫濱明朋高等学校
- 橫濱市立南高等学校

私立
- 鹿島学園高等学校橫濱港南台校區

### 中学校
- 橫濱市立丸山台中学校
- 橫濱市立芹谷中学校
- 橫濱市立港南台第一中学校
- 橫濱市立港南中学校
- 橫濱市立笹下中学校
- 橫濱市立上永谷中学校
- 橫濱市立東永谷中学校
- 橫濱市立日限山中学校
- 橫濱市立南高等学校附屬中学校
- 橫濱市立日野南中学校
- 橫濱市立野庭中学校
- 橫濱市立藤之木中学校（南區）

### 小学校
- 橫濱市立永谷小学校
- 橫濱市立永野小学校
- 橫濱市立下永谷小学校
- 橫濱市立下野庭小学校
- 橫濱市立丸山台小学校
- 橫濱市立吉原小学校
- 橫濱市立芹谷小学校
- 橫濱市立芹谷南小学校
- 橫濱市立港南台第一小学校
- 橫濱市立港南台第二小学校
- 橫濱市立港南台第三小学校
- 橫濱市立櫻岡小学校
- 橫濱市立小坪小学校
- 橫濱市立上大岡小学校
- 橫濱市立相武山小学校
- 橫濱市立南台小学校
- 橫濱市立日下小学校
- 橫濱市立日限山小学校
- 橫濱市立日野小学校
- 橫濱市立日野南小学校
- 橫濱市立野庭鈴懸小学校

### 特別支援学校
- 橫濱市立日野中央高等特別支援学校
- 橫濱市立港南台日野特別支援学校

## 交通

### 鐵路
京濱急行電鐵
- 本線：上大岡站

東日本旅客鐵道
- 根岸線：港南台站

橫濱市交通局（橫濱市營地下鐵）
- 藍線：下永谷站 - 上永谷站 - 港南中央站 - 上大岡站

## 商業設施
- 夢大岡 （ゆめおおおか）
  - 京急百貨店
  - Wing上大岡
- camio
- mioka
- 伊藤洋華堂上永谷店
- 港南台BIRDS
  - 相鐵Rosen港南台店
- ÆON FOOD STYLE 港南台店

## 名所・遺跡・祭典
- 久良岐公園
- 神奈川縣戰沒者慰靈堂
- 橫濱市營日野公園墓地
- 向日葵節（區民祭，11月）

## 與港南區有關的作品
- 哈姆太郎

## 知名出身人物
- 青木隆治 （模仿藝人）
- 石井裕也 （前職棒選手）
- 植田啓太 （職業足球選手）
- 神田愛花 （自由播報員）
- 木村有希（ゆきぽよ）（模特兒、藝人）
- 黑羽根利規 （前職棒選手）
- 神山一義 （前職棒選手）
- 小檜山雅仁 （前職棒選手）
- 坂田大輔 （前職業足球選手）
- 福嶋晃子 （職業高爾夫選手）
- 松井淳 （前職棒選手）
- 松浦勝人（音樂製作人、實業家）
- 渥美修一郎 （實業家）
- 望月惇志 （職棒選手）
- 森谷賢太郎 （職業足球選手）
- 矢野英司 （前職棒選手）
- 渡邊勝 （前職棒選手）

## 外部連結
- OpenStreetMap上有關港南區 (日本)的地理
- （日語） 官方网站